# Турковщина (Псковская область)
Турковщина — деревня в Гдовском районе Псковской области России. Входит в состав Добручинской волости Гдовского района.

## География
Расположена на левом берегу реки Черма (впадающей в Чудское озеро), в 11 км к северо-востоку от Гдова и в 8 км к югу от волостного центра, деревни Добручи. Восточнее, на противоположном правом берегу Чермы находится посёлок Смуравьёво-2.

## Население
Численность населения деревни на 2000 год составляла 2 человека, по переписи 2002 года — 5 человек.